# 哈頓 (科爾伯特縣)
哈頓（英語：Hatton）是一個位於美國阿拉巴馬州科爾伯特縣的非建制地區。該地的面積和人口皆未知。

## 地理
哈頓的座標為34°45′20″N 87°29′07″W / 34.75555°N 87.48527°W，而該地最高點為海拔高度198米（即650英尺）。